# Arroyal (Burgos)
Arroyal, o Arroyal de Vivar, es la denominación de un antiguo municipio, código INE-, correspondiente tanto a una localidad como a una entidad local menor, comunidad autónoma de Castilla y León, provincia de Burgos (España). Está situada en la comarca de Alfoz de Burgos y en la actualidad depende del Ayuntamiento de Alfoz de Quintanadueñas.

## Situación
En la carretera BU-622, dista 3 km de la capital del municipio, Quintanadueñas.

## Superficie
El antiguo municipio tenía una extensión superficial de 883 hectáreas.

## Demografía
| Gráfica de evolución demográfica de Arroyal entre 1842 y 1970 |
| |
| Población de derecho según los censos de población del INE Población de hecho según los censos de población del INEEntre el censo de 1981 y el anterior, este municipio desaparece porque se agrupa en el municipio Alfoz de Quintanadueñas. |

Evolución de la población
| Gráfica de evolución demográfica de Arroyal entre 2000 y 2017      |
|                                                                    |
| Población de derecho (2000-2017) según el padrón municipal del INE |

## Historia
Lugar que formaba parte, del Alfoz y Jurisdicción de Burgos en el partido de Burgos, uno de los catorce que formaban la Intendencia de Burgos durante el periodo comprendido entre 1785 y 1833, tal como se recoge en el Censo de Floridablanca de 1787. Tenía jurisdicción de abadengo, dependiente del Hospital del Rey, con alcalde pedáneo.
Así se describe a Arroyal en el tomo III del Diccionario geográfico-estadístico-histórico de España y sus posesiones de Ultramar, obra impulsada por Pascual Madoz a mediados del siglo XIX:

Lugar con ayuntamiento en la provincia, partido judicial, administración de rentas, diócesis, audiencia territorial y capitanía general de Burgos (1 ½ legua); Situado en una llanura a las inmediaciones de una elevada colina que se extiende de E a O, cuyos vientos la combaten principalmente, haciendo su clima frío y propenso a gastritis, fiebres esporádicas y catarros. Tiene 66 casas todas de piedra y las más de buena construcción y comodidad interior; casa consistorial con 1 pequeña cárcel, escuela de instrucción primaria, a la cual concurren por lo regular 24 alumnos, y está dotada con 60 ducados del fondo de propios y 6 fanegas de trigo, todo anual; 1 iglesia parroquial con 2 capillas que forman un hermoso crucero, dedicada a San Cristóbal y servida por 1 cura párroco; y 1 fuente con 4 caños de buena agua para el surtido de los vecinos; fuera del pueblo a distancia de unos 20 pasos se encuentra otra fuente de 2 caños, cuyas aguas caen en 1 lavadero todo de piedra sillería cercado de paredes de 3 varas de alto; algo más apartada de dicha fuente, se halla la ermita de San Antonio Abad, junto a la cual hay un cementerio bastante capaz. Confina el término por N y E con los de Villanueva y Sotragero, por O y N con los de Páramo, Marmellar de Abajo y Marmellar de Arriba, distantes todos ½ legua; de las 3 partes en que puede dividirse el terreno, las 2 son de buena calidad, y la tercera 1 páramo pedregoso, seco y estéril que solo producen alguna poca yerba. La calzada que se construyó en el año 1787 para ir desde Burgos a Reinosa, y la cual se halla en muy mal estado, pasa por el término; la correspondencia la recibe en Burgos. Producciones: trigo, alaga, blanquilla, cebada, avena, yeros y legumbres; Comercio: exportación de trigo; Población: 60 vecinos, 222 almas. Capital productivo: 1.254.100 reales. Imponible: 118.884; Contribución: 5.882 reales 2 maravedíes.
Diccionario geográfico-estadístico-histórico de España y sus posesiones de Ultramar

## Parque Eólico

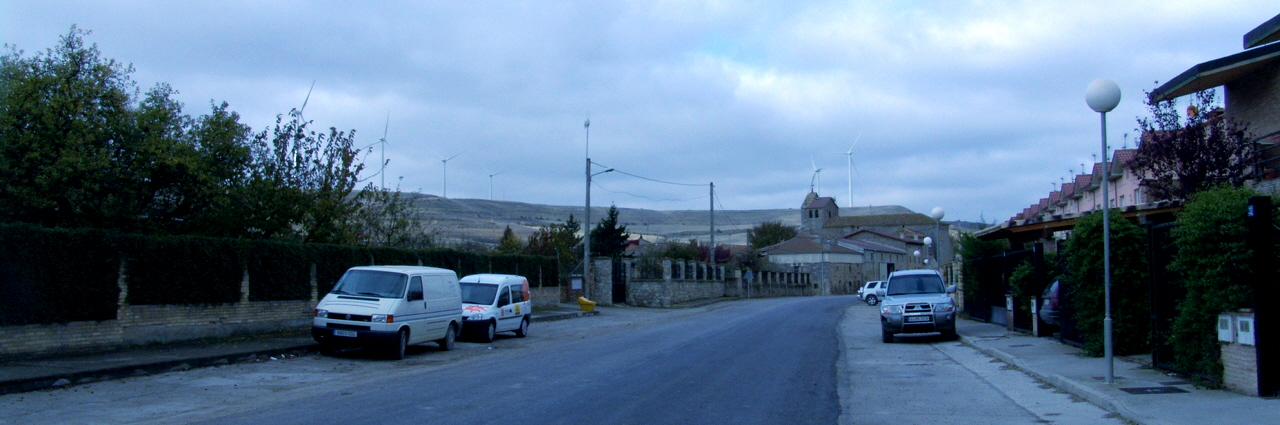
Parque eólico y casco urbano.

El parque eólico denominado «Arroyal» para generación de energía eléctrica con potencia total instalada de 46,5 MW, dispone de 31 aerogeneradores General Electric de 1500 kW. de potencia unitaria. Red de media tensión subterránea a 20 kV de interconexión de los aerogeneradores con llegadas a la subestación transformadora. Subestación transformadora elevadora de tensión, común para los parques «El Páramo» y «Arroyal», con dos transformadores de potencia 48/60 MVA. cada uno y relación de transformación 20/220 kV. Línea eléctrica aérea a 220 kV, con origen en la subestación transformadora y final en la subestación «Villalbilla», de 9 km de longitud y que transcurre por los términos municipales de Alfoz de Quintanadueñas, Tardajos, Villalbilla de Burgos y Burgos.